# Sidłowo
Sidłowo (deutsch Zietlow) ist ein Dorf in der polnischen Woiwodschaft Westpommern. Es gehört zur Gemeinde Sławoborze (Stolzenberg) im Powiat Świdwiński (Schivelbein).

## Geographische Lage
Sidłowo liegt 20 Kilometer südwestlich von Białogard (Belgard) und drei Kilometer nordwestlich von Sławoborze an der Verbindungsstraße von Białogard nach Świdwin.

## Geschichte

Zietlow südwestlich der Städte Köslin und Belgard auf einer Landkarte von 1910

Das hinterpommersche Ritterguts- und Bauerndorf Zietlow wird schon 1492 als Lehen der Familie Podewils genannt. Im Jahre 1746 erwarb es Christian Remter von den Brüdern Georg Heinrich und Bogislaw Carl von Podewils. Christian Remter verstarb zwischen Februar 1778 und Mai 1779 und vererbte Zietlow an seine Töchter Elisabeth Guse und Eleonore Köhn. Das Gut wurde mehrfach vererbt, bevor es  1836 Carl Freiherr von der Goltz, der Landrat des Kreises Schivelbein, erwarb. Ihm gehörte auch schon das Gut in Kreitzig nördlich von Zietlow. Seine Familie blieb im Besitz des Gutes bis 1945.
Im Jahre 1591 wurden neben dem Gutsbetrieb noch zwölf weitere Bauern, ein Halbhof und fünf Kossäten gezählt. Zietlow hatte 1649 54 Einwohner; ihre Zahl stieg auf 206 in 16 Häusern mit 25 Haushaltungen im Jahr 1865.
1928 wurden der Guts- und der Landbezirk zur Landgemeinde Zietlow vereinigt. Bei Kriegsausbruch 1939 lebten in der 1.896,3 Hektar umfassenden Gemeinde 237 Einwohner in 55 Haushaltungen, wobei der überwiegende Teil der Bevölkerung in der Land- und Forstwirtschaft tätig war.
Zwischen Zietlow und Kreitzig bestand eine Feldbahnverbindung, die besonders in der Zeit der Kartoffelernte aktiviert wurde, um die Gutsbrennerei in Kreitzig mit Material zu versorgen.
Zur Gemeinde gehörte das Vorwerk Krummer Krug im Nordwesten, das später als Forsthaus genutzt wurde.
Zietlow lag ursprünglich im Landkreis Kolberg-Körlin, gehörte dann jedoch bis 1945 zum Landkreis Belgard (Persante). Es bildete mit Podewils und Rarfin das Amt Rarfin, in dessen Amtssitz auch das Standesamt lag. Amtsgerichtsbezirk war Belgard.
Die letzten Amtsinhaber vor 1945 waren Gemeindebürgermeister Robert Zitzke, Amtsvorsteher Wilhelm Eichstädt und Standesbeamter Otto Elert. Für die polizeilichen Belange war Oberlandjäger Karl Bark aus Podewils zuständig.
Gegen Ende des Zweiten Weltkriegs besetzte am 3. März 1945  die Rote Armee das Dorf Zietlow. Nach Kriegsende wurde die Region unter polnische  Verwaltung gestellt. Zietlow wurde in  Sidłowo  umbenannt.  Ab Herbst 1945 begann die Vertreibung der einheimischen Bevölkerung. Unter dem Namen Sidłowo  ist die Ortschaft heute Teil der Landgemeinde Sławoborze im Powiat Świdwiński.

## Kirche

### Kirchspiel
Zietlow gehörte bis 1945 zur Kirchengemeinde Podewils, die mit der Kirchengemeinde Rarfin das Kirchspiel Rarfin bildete. Es lag im Kirchenkreis Belgard (Kirchenprovinz Pommern) der evangelischen Kirche der Altpreußischen Union.
Das Kirchenpatronat oblag der Rittergutsfamilie von der Goltz. Letzter deutscher Geistlicher war Pfarrer Günther-Gerhard Henning.
Heute gehört Siłowo zum Kirchspiel Koszalin (Köslin) (Diözese Pommern-Großpolen) der Evangelisch-Augsburgischen Kirche in Polen.

### Kapelle
In Zietlow befand sich einst eine Kapelle, die 1586 errichtet worden war. Am 10. Dezember 1606 erteilte Herzog Philipp II. den Brüdern Lorenz und Michael von Podewils die Genehmigung, die Kapelle zu erneuern. In ihr hatte der Pfarrer von Rarfin vierzehntäglich Gottesdienst zu halten. Über den Verbleib der Kapelle ist nichts bekannt. Bis 1945 stand lediglich noch ein Glockenstuhl mit der Glocke nahe der Schule. Kirchort war allerdings Podewils.
Seit 1867 gab es in Zietlow eine einklassige Volksschule.